# Wrótka nad Oknem
Wrótka nad Oknem (niem. Apostelscharte, słow. Vrátka nad oknom, węg. Ablak feletti kapu, ok. 1995 m) – przełęcz w Grani Apostołów w polskich Tatrach Wysokich. Znajduje się w jej górnej części, między Apostołem VII i Apostołem VI.
Jest to szeroka przełęcz. Na północ opada z niej głęboki i kruchy komin do najwyższej części Apostolskiej Depresji. Około 10 m poniżej przełęczy w kominie zaklinował się blok skalny tworząc okno skalne. Od niego pochodzi nazwa przełęczy. Na południowy zachód, do Marusarzowego Żlebu opada z przełęczy trawiasty stok o średnim nachyleniu.
Wyjście na przełęcz z Marusarzowego Żlebu jest łatwe (0- w skali tatrzańskiej), z Apostolskiej Depresji trudniejsze (III). Obecnie jednak rejon ten znajduje się w zamkniętym dla turystów i taterników obszarze ochrony ścisłej Tatrzańskiego Parku Narodowego i TANAP-u. Na zachodnich (polskich) zboczach Żabiej Grani taternictwo można uprawiać na południe od Białczańskiej Przełęczy.
Autorem nazwy przełęczy jest Władysław Cywiński.